# Frank J. Lausche
Frank J. Lausche (Cleveland, 1895. november 14. – Cleveland, 1990. április 21.) az Amerikai Egyesült Államok szenátora (Ohio, 1957–1969).